# Fruits de Mer Records
Fruits de Mer Records  es una compañía discográfica independiente británica formado en el 2008 por Keith Jones y Andy Bracken quien fue dueño de su igual propia discográfica Bracken Records. 
La discográfica se encarga de abordar grupos y músicos de una forma ecléctica y vanguardista, al igual que cuenta con un repertorio de artistas de la década de 1960, la mayoría de sus materiales igual los realiza en formato de: vinilo, casete y algunos igual en disco compacto como parte de los seguidores de culto.
El estilo de la discográfica se enfoca en el rock, pero igual en estilos como el folk rock, space rock, folk psicodélico y al igual que en el rock psicodélico que es el principal estilo de la discográfica.
La discográfica también cuenta con un festival musical realizado por los mismos organizadores, que inicialmente se llamaba "Summer Fruits de Mer All-Dayer" y que desde 2014 se renombro como: "Crabstock: The Fruits de Mer Records Festival of Psychedelia" 

## Algunos artistas de la discográfica
- Damo Suzuki (Can)
- Fuchsia
- Julie's Haircut (Italia)
- Tír na nÓg
- The Electric Prunes
- The Yardbirds